# 莫圖努伊島

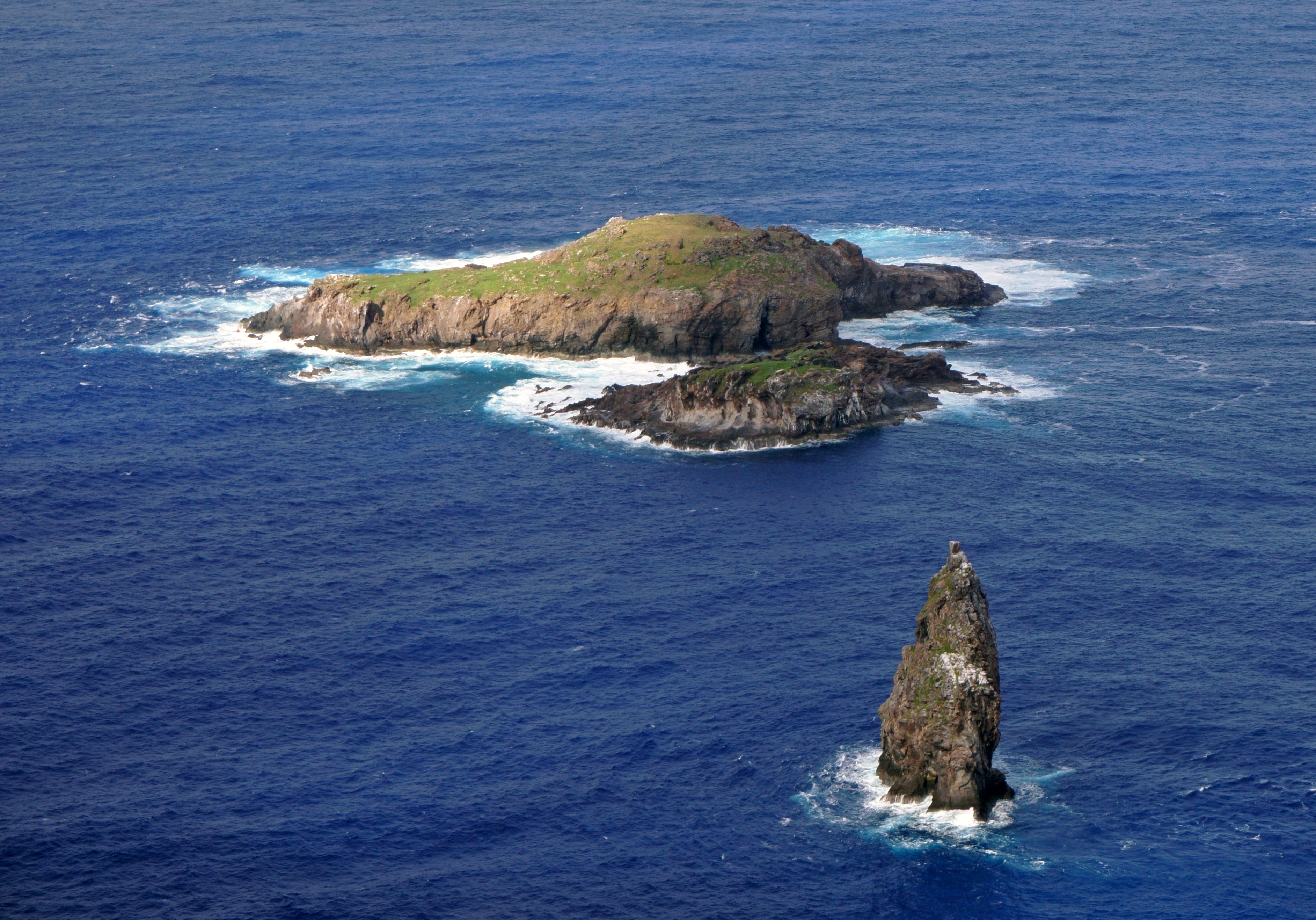
莫圖努伊島，以及較小的毛圖努伊島和摩圖考考島。照片拍攝於2018年9月，拍攝於海拔約250公尺（820 英尺）的拉諾考火山上的奧龍戈。

莫圖努伊島（拉帕努伊语：Motu Nui）是復活節島以南三個小島中最大的一個，也是智利最西端的土地。該島嶼除了是海鳥的棲息地，同時也是鳥人崇拜的重要場所，為自摩艾時代和基督紀年期間的宗教。「莫圖努伊」在拉帕努伊語中的意思為「島嶼」之意。

## 地質

復活節島以及莫圖努伊島地圖（左下角）

莫圖努伊島是一座高出海床2,000多公尺的大型火山山峰。它的陸地面積為 3.9公頃，是復活節島周圍五個小島中最大的一個。它也是距離尼莫角最近的三個島嶼之一，其附近有兩個較小的島嶼：分別是毛圖努伊島（海拔約20公尺、65英尺）和摩圖考考島。

### 棲息地
1914年，勞特利奇探險隊對莫圖努伊島進行了科學調查，據報導，除了黑燕鷗之外，還有其他六種海鳥在此築巢。他們還探索了莫圖努伊島上的兩個洞穴，其中一個是拉帕努伊人在等待第一個鳥蛋產下時所佇留的洞穴，探險隊還在洞穴中發現了一座摩艾石像，該石像已經被帶到英國牛津的皮特·里弗斯博物館保存。

## 鳥人傳說
鳥人教派的儀式是復活節島上對於一個傳統比賽勝出者的稱呼。這個比賽每年均會舉辦，而在這個比賽裡，參賽者首先要到莫圖努伊島去取得乌燕鸥產下的鳥蛋，然後再游泳回到主島，並爬上一座懸崖。這個比賽是基於島上有關傳說生物鳥人的傳說。
雖然鳥人崇拜的儀式早已停止（已知的最後一次比賽是在1888年舉行的），但現在拉帕努伊島的遊客經常從島上唯一的城鎮安加羅阿乘小船遊覽，以欣賞莫圖努伊島的美景。當代，莫圖努伊島之間的海域潛水非常出色，是世界各地潛水愛好者追捧的水肺潛水地點。拉帕努伊島的沿海水域曾經是鯊魚的聚集地，然而受到過度捕撈的影響，當前該海域較少出現鯊魚。

## 外部連結
- Patrick C. McCoy: The Place of Near-Shore Islets in Easter Island Prehistory. The Journal of the Polynesian Society, Vol. 87, No. 3 (September 1978), pp. 193-214 （页面存档备份，存于）

27°12′05″S 109°27′10″W / 27.20139°S 109.45278°W